# Villa Donn'Anna
Palazzo Donn'Anna je povijesna rezidencija u Napulju, Italija. Nalazi se istaknuto na rubu vode na početku obale Posillipa, zapadno od luke Mergellina. Zgrada se nalazi na mjestu takozvanih "Stijena Sirene" i doista se izvorno zvala La Villa Sirena.

## Povijest
Izvornu zgradu na tom mjestu vjerojatno je sagradio neki Dragonetto Bonifacio početkom 15. stoljeća. Nekoliko je puta mijenjao vlasnika i konačno ga je 1630. naslijedila žena čije ime sada nosi, Anna Carafa, vojvotkinja od Stigliana i supruga Ramira Núñeza de Guzmana, španjolskog potkralja Napulja. Zgradu je dala preurediti arhitekt Cosimo Fanzago 1640-ih. Kad se njezin suprug sam vratio u Španjolsku 1644. godine, nedovršena palača ostala je napuštena i zapuštena Palaču je od nasljednika Anne Carafe kupila Teora Mirelli. Velebna, ali propadajuća barokna zgrada koja strši izravno u more predstavljala je neodoljivu temu za umjetnike osamnaestog i devetnaestog stoljeća. Konkretno, zahvaljujući obližnjoj vili Williama Hamiltona, mnogi su strani i britanski putnici ostali fascinirani. Do početka 19. stoljeća građevina je još uvijek bila izrazito trošna. Početkom 1900. francuska obitelj, Genevois, kupila ga je i počela ga transformirati kako izgleda danas. Zapadno krilo prodano je 1928. obitelji Colonna di Paliano, a kasnije mnogim drugim obiteljima, koje su Genevoisovi nasljednici podijelili na manje jedinice. Dio zgrade još uvijek je ruševina, ali većina se trenutno koristi kao rezidencija, uključujući kućnu galeriju trgovca umjetninama Lia Rumma i Napolijevog nogometaša Driesa Mertensa.